# 2005 PM21
2005 PM21 est un objet transneptunien de la ceinture de Kuiper, très mal connu n'ayant été observé que l'espace d'une seule journée. 

## Caractéristiques
2005 PM21 mesure environ 226 km de diamètre.